# 自由空間阻抗
自由空間阻抗Z0是一物理常數，其量綱跟電阻相同，和自由空間中電磁波產生的電場及磁場量值有關。
{\displaystyle Z_{0}={\frac {\left|E\right|}{\left|H\right|}}}
其中
{\displaystyle E}為電場強度，
{\displaystyle H}為磁場強度。
自由空間阻抗也等於真空磁導率μ0及真空中光速c0的乘積（也等於真空電容率ε0及真空中光速c0的乘積的倒數），其數值大約是376.73031 歐姆。由於真空磁導率及光速的數值在过去均為定義值，不是測量值，因此自由空間阻抗也曾经是一定義值。但在2019年国际单位制基本单位重新定义后更改了安培的定义，真空磁导率和真空电容率均不再是定义值，自由空间阻抗的数值也不再是固定的，而必须经实验来测量，并带有不确定度。
當一平面波通過一介電材料時也有類似的物理量說明其電場及磁場之間的關係，稱為介質的本質阻抗或特性阻抗，其符號為η。Z0有時也稱為自由空間的本質阻抗，其符號為η0。

## 和其他常數的關係
依上述的定義以及馬克士威方程組在自由空間中的解，自由空間阻抗和其他常數有以下的關係
{\displaystyle Z_{0}={\frac {E}{H}}={\frac {\mu _{0}E}{B}}=\mu _{0}c_{0}={\sqrt {\frac {\mu _{0}}{\varepsilon _{0}}}}={\frac {1}{\varepsilon _{0}c_{0}}}}
其中
{\displaystyle \mu _{0}\ {\overset {\underset {\mathrm {def} }{}}{=}}\ 4\pi \times 10^{-7}\ }  H/m  {\displaystyle \approx 1.256\ 637\ 061\ 4\ldots \times 10^{-6}}  H/m  為真空磁导率
{\displaystyle \varepsilon _{0}={\frac {1}{\mu _{0}{c_{0}}^{2}}}\approx 8.854\ 187\ 817\ldots \times 10^{-12}}  F/m  為真空電容率
{\displaystyle c_{0}\ {\overset {\underset {\mathrm {def} }{}}{=}}\ 299,792,458\ \mathrm {m/s} }  為自由空間中的光速
{\displaystyle Z_{0}\ }的倒數有時稱為自由空间导纳（admittance of free space），其符號為{\displaystyle Y_{0}\ }。.

## 精確值
自1948年起，國際標準制的電流單位安培是利用μ0 = 4π × 10−7 H/m的數值來定義。而在1983年國際標準制的長度單位公尺也是用c0 = 299 792 458 m/s的數值來定義。因此自由空間阻抗的精準值如下
{\displaystyle Z_{0}=\mu _{0}c_{0}=119.9169832\;\pi \ \Omega }
or
{\displaystyle Z_{0}\approx 376.730\ 313\ 461\ 77\ldots \Omega }

## 120π近似值
在教科書及論文中常將自由空間阻抗{\displaystyle Z_{0}}近似為{\displaystyle 120\pi }。若將光速近似為3×108 m/s，也會得到相同的近似值。例如1989年鄭鈞編著的教科書中就用下式描述赫茲偶極子的輻射電阻：
{\displaystyle R_{r}\approx 80\pi ^{2}\left({\frac {\ell }{\lambda }}\right)^{2}}  [非精確值]
若考慮單位，或是配合因次分析，可將上式還原成以下使用自由空間阻抗的精確型式
{\displaystyle R_{r}={\frac {2\pi }{3}}Z_{0}\left({\frac {\ell }{\lambda }}\right)^{2}}

## 參照
- 普朗克阻抗
- 国际单位制
- 真空
- 真空电容率
- 光速
- 麦克斯韦方程组
- 電磁波方程式
- 電磁場的數學表述
- 遠近場（英语：Near and far field）

## 註解
1. ↑  公尺單位的定義是光在真空中行進299,792,458分之1秒的距離，因此也同時定義了真空中光速的數值。而安培單位的定義也定義了真空磁导率為4πx10-7，自由空間阻抗為二者的乘積，因此也是一定義值。
2. ↑  ISO 31-5、美国国家标准与技术局及國際度量衡局都已用c0來表示自由空間中的光速